# Patrick Pilsl
Patrick Pilsl (* 20. Mai 1964 in Ulm) ist ein deutscher interdisziplinärer Künstler, der unter dem Namen Martin Dean auch als Musiker aktiv ist.

## Leben
Pilsl stammt aus einer Künstlerfamilie, er ist der Sohn des Komponisten Fritz Pilsl (1933–2018) und der Pianistin Christl Pilsl. Er erlernte früh mehrere Instrumente, wandte sich aber dann der bildenden Kunst zu und machte eine Ausbildung als Grafiker und Reprofotograf. Als Musiker war er in den 1990ern Teil mehrerer Indie-Rockgruppen. Seit 2004 macht er unter dem Künstlernamen Martin Dean eigene Musik und singt im Stile eines Crooners. Oft tritt er zusammen mit dem Musikerkollegen Yoyo Röhm, Jochen Arbeit (Einstürzende Neubauten), Thomas Wydler und Alexander Hacke auf, mit denen er zusammen auch mehrere Platten aufnahm.
Pilsl lebt und arbeitet in Berlin.

## Diskographie
- 1993: Gwen Stacey – Sugar me (erschienen bei No-Go-Records)
- 1995: Los Vegas – Ritmo de Aventura (erschienen bei Buback)
- 2004: Martin Dean – Just A Little Bit Of Love (erschienen bei Monogam Records)
- 2005: Martin Dean – Best of (erschienen bei Monogam Records)
- 2015: Martin Dean – Dr. Blue und Mr. Gold (erschienen bei Soundcity Music)